# Kollängens gamla tingshus

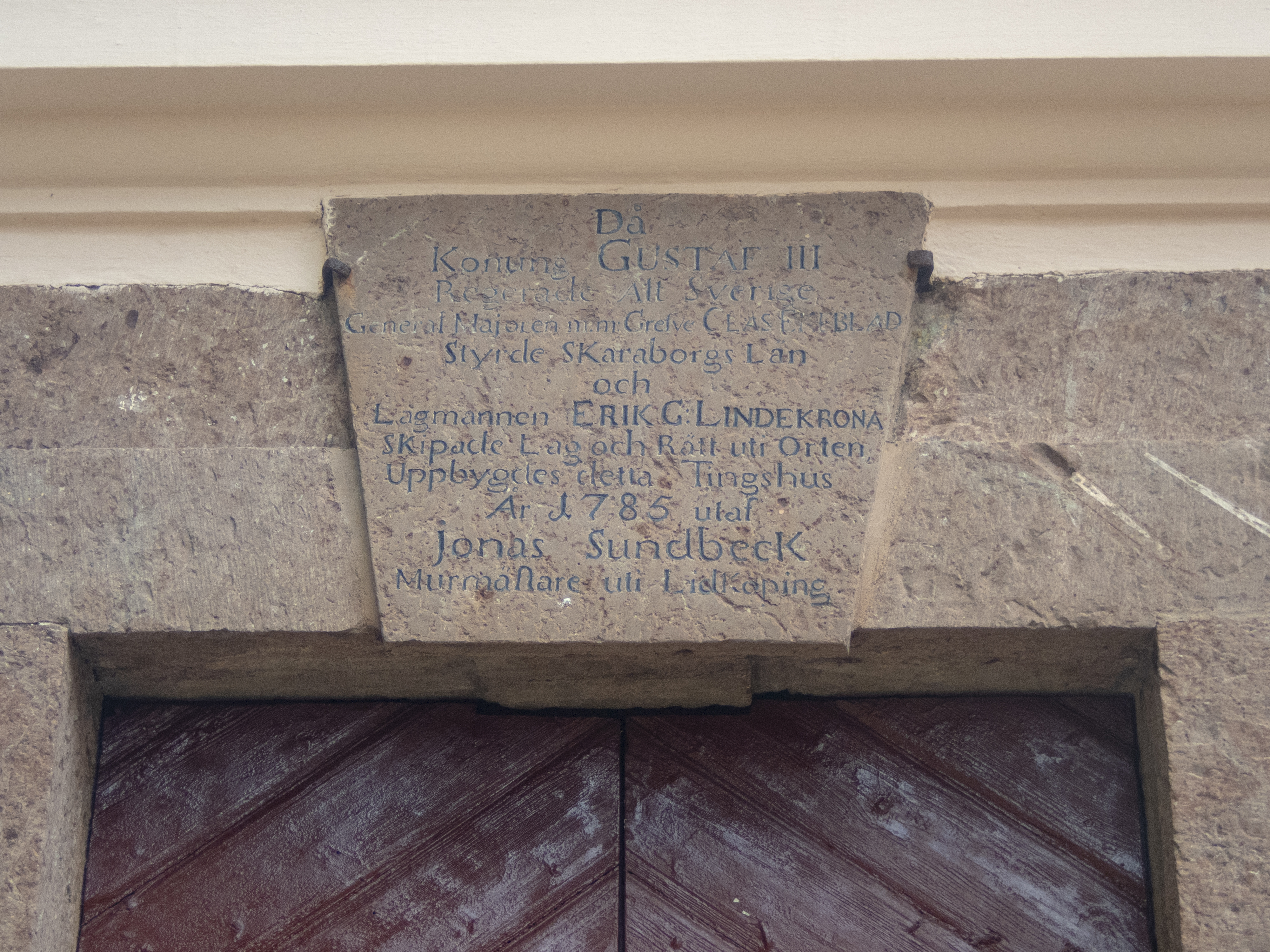
Inskrift över entrén.

Kollängens gamla tingshus är en byggnad i Husaby socken i Götene kommun. Den uppfördes under åren 1785–1786 för Kinnefjärdings tingslag. Byggnaden är byggnadsminne sedan den 26 oktober 1970.

## Historia
Det nuvarande tingshuset uppfördes på grunden till ett äldre tingshus under åren 1785 till 1786 av murarmästare Jonas Sundbeck, efter ritningar av Carl Fredric Adelcrantz (eventuellt även Thure G Wennberg), efter omarbetning av ett tidigare förslag av byggmästare J. G. Gunter. Från början var det tänkt att det gamla tingshuset i Kållängen skulle renoveras, men till slut enades man kring nybygge. Det gamla tingshuset från 1600-talet dokumenterades av murarmästare J. G. Gunter inför rivningen.
Det slutade användas som tingshus 1904. Tingshuset restaurerades 1928 då bland annat skiffertaket lades. Reparationsarbeten utfördes 1967 efter ett åtgärdsförslag från 1966, bland annat lades taket om, och fasadputsen är troligen från denna tid. På 1970-talet hölls kurser i vävning här och i samband med det drog man in el och monterade elradiatorer under fönstren. Under 1980-talet ordnades konstutställningar i tingssalen. Även under 2000-talet har det anordnats konstutställningar under sommarhalvåret.
Byggnaden blev byggnadsminne 1970 när staten övertog ägandet av landets tingshus i samband med tingsrättsreformen, statligt byggnadsminne 1993 och åter byggnadsminne enligt 3 kapitlet kulturmiljölagen 1994. Övergången från statligt byggnadsminne till byggnadsminne enligt kulturmiljölagen skedde till följd av att byggnaden övergick med full äganderätt från staten till Vasakronan AB den 9 juni 1994. Efter flera ägarbyten kom byggnaden i privat ägo år 2003.

## Beskrivning
Kinnefjärdings forna tingshus i Kållängen ligger invid riksväg 44, mellan Götene och Lidköping. Tingshuset är en av tre byggnader som ramar in en öppen gård, vilken tidigare var stensatt med kullersten. De två andra husen utgör mangårdsbyggnaderna till Kållängens två gårdar och i äldre tider turades de om att ansvara för gästgiveri och skjutshåll. Lantmäterikartor visar att under 1700-talet låg också en fjärde byggnad vid platsen, sannolikt en ekonomibyggnad.

### Exteriör
Tingshuset är uppfört i en våning av tegel, kalk- och sandsten med ljusa slätputsade fasader och en slätputsad sockel målad i avvikande färg. Byggnadens exteriör präglas av sträng symmetri. Frontfasaden mot gårdsplanen har en svagt framskjutande mittrisalit som kröns av en trekantig fronton med oxöga. I mittaxeln öppnar sig entrén, som är infogad i en enkel portal bestående av släthuggen natursten med slutsten och inskriftsplatta: "Då Konung Gustaf III Regerade Alt Sverige, General Majoren m:m: Grefve Clas Ekeblad Styrde Skaraborgs Län och Lagmannen Erik G:Lindekrona Skipade Lag och Rätt uti Orten, Uppbygdes detta Tingshus År 1785 utaf Jonas Sundbeck Murmästare uti Lidköping". Ett stramt listverk avslutar de släta fasaderna. Taket är brutet med valmad spets och belagt med skiffer från det värmländska skifferbrottet i Glava. Enligt räkenskaperna forslades skiffern med båt över Vänern för att med stor möda transporteras med häst och vagn till byggplatsen. Glava var på 1780-talet ett tämligen nyöppnat brott och Kållängen torde ha varit bland de första husen på Vänerns östra sida som fick en skiffertäckning.

### Interiör
Innanför den smala brunmålade pardörren ligger en smal förstuga med trappa upp till vindskammaren till höger och tingssalen rakt fram. Rumsdispositionen är i stort sett oförändrad sedan 1700-talet med det undantaget att kammaren i husets östra sida delades och byggdes om till en liten kammare och ett brandsäkert arkiv någon gång i slutet av 1800-talet. Tingssalen, som idag används som utställningslokal, är nästintill kvadratisk till formen och har två fönster i fonden. Det är oklart hur gamla möblerna i salen är, bänkar finns, liksom ett litet antal enkla stolar och bord. I den västra kammaren finns också ett enkelt, väggfast arkivskåp som sannolikt fungerade som sådant fram till dess det nya arkivet stod klart. Förmodligen gjordes en genomgripande renovering i slutet av 1800-talet då också kakelugnarna byttes ut och kanske var det vid detta tillfälle som tingshusets bakugn togs bort.
På vinden finns två mindre kammare, troligen avsedda för övernattning, och ett stort oinrett rum. Till skillnad från de allra flesta tingshus från tiden har Kållängens tingshus också två generösa källarutrymmen, ett vid varje gavel. Under senare tid användes de som matkällare av gårdarnas invånare. Varje gård hade då "sin" källare.
Huset byggnadsminnesförklarades 1970 och är mycket välbevarat. I Nya Lagberednings betänkande 1884 står att läsa att tingslokalerna var besvärade av fukt men ansågs trots allt vara i "godt stånd".